# Eriobotrya malipoensis
Eriobotrya malipoensis là loài thực vật có hoa trong họ Hoa hồng. Loài này được K.C. Kuan mô tả khoa học đầu tiên năm 1963.